# Josua Hezekiel Kjellgren

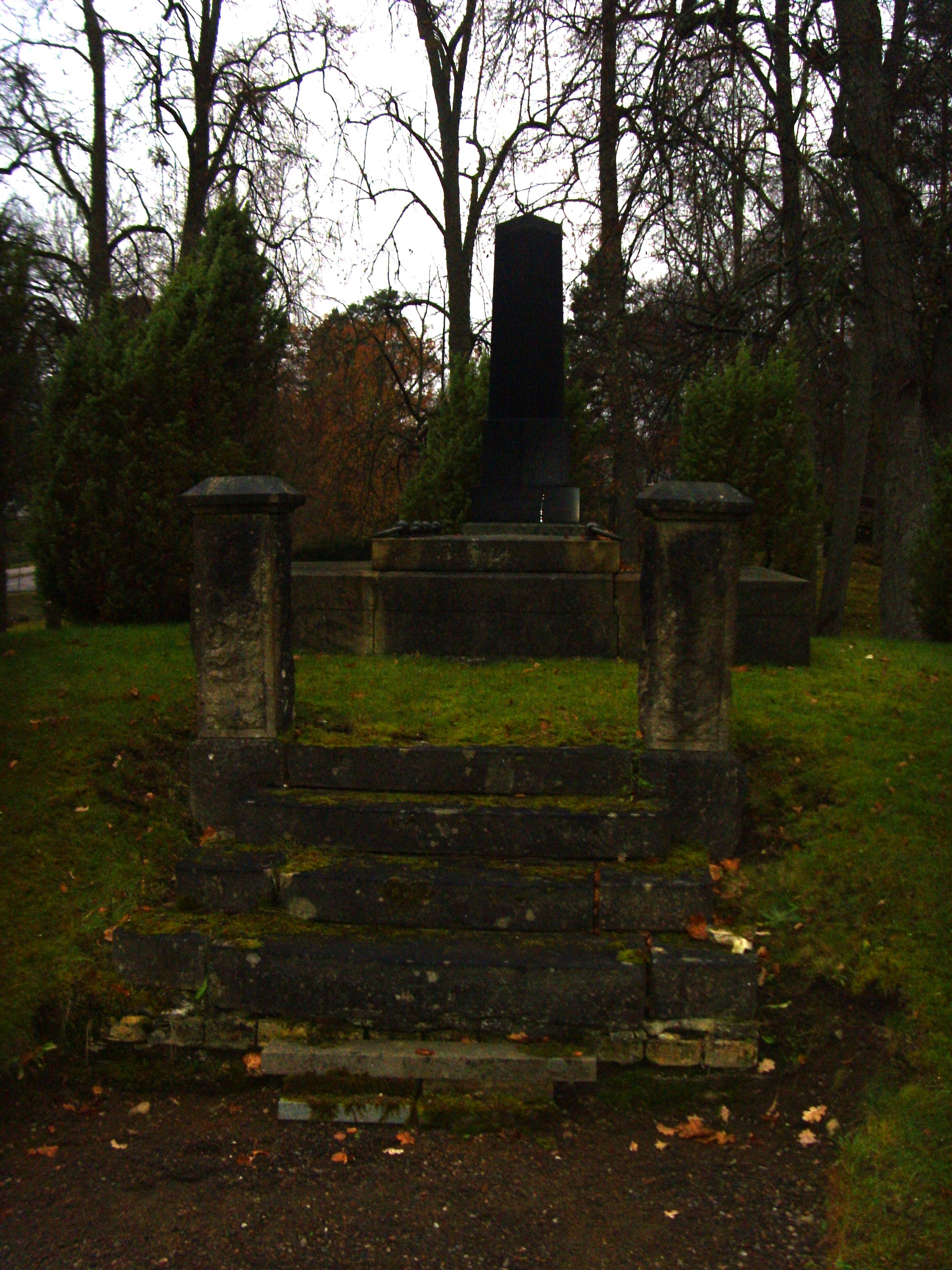
Josua Kjellgrens gravmonument på Gamla kyrkogården i Rejmyre.

Josua Hezekiel Kjellgren, född 29 augusti 1838 på Ottersjö säteri i Dagsås, Hallands län, död 26 februari 1901 i Stockholm, var en svensk bruksägare och riksdagsman. Han gravsattes söndagen den 3 mars 1901 på Gamla kyrkogården i Rejmyre.
Kjellgren tog examen från Chalmerska slöjdskolan i Göteborg 1857. Han var bruksägare och disponent vid Reijmyre bruk i Östergötland från 1868. På denna post nedlade han stor energi, byggde bland annat en linbana mellan glasbruket och Simonstorps järnvägsstation för att underlätta transporterna, och skapade ett gott anseende för Reijmyres produkter på ett nationellt som internationellt plan. Kjellgren införde på bruket i Rejmyre belgiska arbetsmetoder såväl för glasblåsning och slipning som för gravering och målning av glas. Tillika utvidgade han i avsevärd grad exporten av glasvaror, särskilt till Ryssland, där han med framgång konkurrerade med de främsta utländska glasfabrikanterna. Som politiker var han ledamot av riksdagens första kammare 1898–1901, invald i Östergötlands läns valkrets.